# گمینا باندکووو
گمینا باندکووو (به لهستانی:  Gmina Bądkowo) یک گمینا در لهستان است که در شهرستان آلکساندروف واقع شده‌است. گمینا باندکووو ۷۹٫۷ کیلومتر مربع مساحت و ۴٬۵۸۲ نفر جمعیت دارد.